# 米爾內 (別爾季切夫區)
49°52′51″N 28°32′28″E / 49.88083°N 28.54111°E
米爾內（烏克蘭語：Мирне）是位於烏克蘭北部的村莊，由日托米爾州別爾季切夫區的賴霍羅多克市鎮負責管轄。該村面積0.05平方公里，海拔高度256米，2001年人口264，人口密度每平方公里5,617.02人。